# Château de Prudhoe
Le château de Prudhoe /ˈ p r ʌ d ə / , est un château anglais médiéval en ruine situé sur la rive sud de la rivière Tyne à Prudhoe, Northumberland, Angleterre. C'est un monument ancien classé et un bâtiment classé Grade I.

## Les Umfraville
Des fouilles archéologiques ont montré que le premier château du site est une motte normande et une basse-cour, construites au milieu du XIe siècle. À la suite de la conquête normande, la famille Umfraville prend le contrôle du château. Robert d'Umfraville reçoit officiellement la baronnie de Prudhoe par Henry Ier mais il est probable que les Umfraville ont déjà obtenu Prudhoe dans les dernières années du XIe siècle. Les Umfraville (probablement Robert) remplacent d'abord la palissade en bois par un rempart massif d'argile et de pierres et construisent ensuite un mur-rideau en pierre et une guérite.

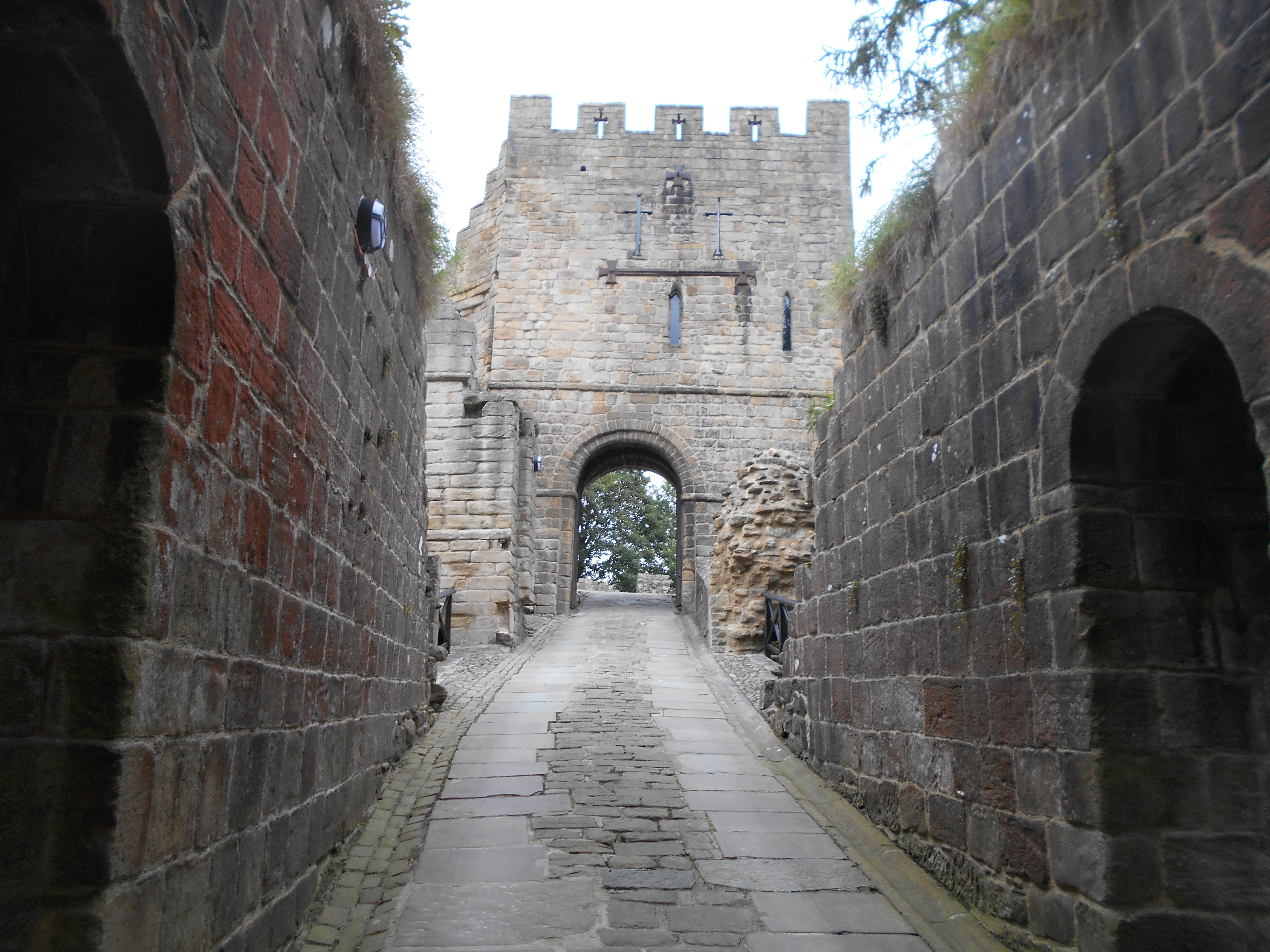
La guérite du château du siècle.

En 1173 Guillaume le Lion envahit le Nord-Est pour revendiquer le comté de Northumberland. Le chef de la famille Umfraville, Odinel II, refuse de le soutenir et, par conséquent, l'armée écossaise tente de prendre le château de Prudhoe. La tentative échoue car les Écossais n'étaient pas prêts à entreprendre un long siège. L'année suivante, les écossais attaquent à nouveau le château mais découvrent qu'Odinel a renforcé la garnison, et après un siège de seulement trois jours, l'armée écossaise part. À la suite du siège, Odinel améliore encore les défenses du château en ajoutant un donjon en pierre et une grande salle.
Odinel meurt en 1182 et est remplacé par son fils Richard. Richard est l'un des barons qui s'opposent au roi Jean et, par conséquent, perd ses domaines au profit de la couronne. Ils restent confisqués jusqu'en 1217, l'année après la mort du roi Jean. Richard meurt en 1226 et est remplacé par son fils, Gilbert, lui-même remplacé en 1245 par son fils Gilbert. Par sa mère, Gilbert II hérite du titre de comte d'Angus, avec de vastes domaines en Écosse, mais il continue à passer une partie de son temps à Prudhoe. On pense qu'il a effectué d'autres améliorations au château. Gilbert participe aux combats entre Henri III d'Angleterre et ses barons, ainsi qu'aux expéditions écossaises d'Édouard Ier. Il meurt en 1308 et est remplacé par son fils, Robert d'Umfraville IV. En 1314, Robert est fait prisonnier par les Écossais à Bannockburn, mais est rapidement relâché, bien qu'il soit privé du comté d'Angus et de ses domaines écossais. En 1316, le roi Édouard accorde à Robert 700 marks pour maintenir une garnison de 40 hommes d'armes et 80 cavaliers légers à Prudhoe.
En 1381, le dernier de la lignée, Gilbert III, meurt sans descendance et sa veuve épouse Henry Percy, 1er comte de Northumberland. À sa mort en 1398, le château passe à la famille Percy.

## Les Percy

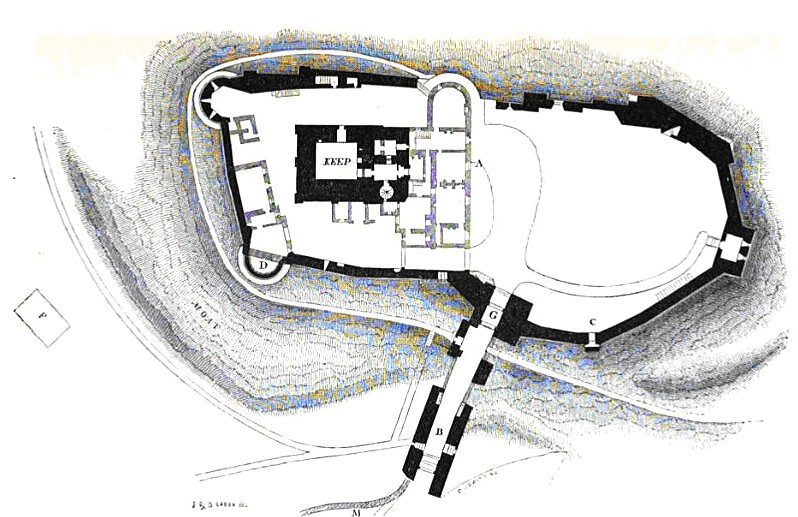
Plan du château de Prudhoe au milieu du XIXe siècle : A - bâtiments modernes ; B - barbacane ; C- garderobe (toilette); D - tour; F - emplacement de la chapelle ; G - passerelle ; M - étang du moulin.

Les Percy ajoutent une nouvelle grande salle au château peu de temps après en avoir pris possession. Henry Percy, 1er comte de Northumberland se bat contre Henri IV et prend part à la bataille de Shrewsbury, acte pour lequel il est déclaré hors la loi et ses domaines, y compris Prudhoe, sont confisqués au profit de la Couronne en 1405. Cette même année, il est accordé au futur duc de Bedford (fils d'Henri IV) et reste entre ses mains jusqu'à sa mort en 1435, après quoi il revient à la Couronne.
Les Percy retrouvent la propriété des domaines Prudhoe en 1440, après une longue bataille juridique. Cependant, Henry Percy, 3e comte de Northumberland combat du côté lancastrien dans la guerre des Deux-Roses et est tué à la bataille de Towton en 1461. En 1462, Édouard IV accorde Prudhoe à son jeune frère George, duc de Clarence. Ce dernier ne possède le château que brièvement avant que le roi ne l'accorde à Lord Montague.
Le château est restitué au quatrième comte en 1470. Le siège principal des Percy est le château d'Alnwick et Prudhoe est pour la plupart du temps loué à des locataires. Cependant, en 1528, Henry Percy, 6e comte, réside au château, tout comme plus tard son frère, Sir Thomas Percy. Le comte et Sir Thomas sont tous deux fortement impliqués dans le pèlerinage de Grâce en 1536 et tous deux sont reconnus coupables de trahison et exécutés. À la suite de la confiscation des domaines, le château est signalé en août 1537 comme ayant des maisons et des tours habitables dans ses murs, bien qu'ils aient été dits quelque peu délabrés et nécessitant des réparations estimées à 20 £.
Le château est de nouveau restitué à Thomas Percy, le 7e comte vers 1557. Il est reconnu coupable d'avoir participé au soulèvement du Nord en 1569. Il s'évade, mais est repris et exécuté en 1572.
Le château est ensuite loué à de nombreux et divers locataires et n'est pas utilisé comme résidence après les années 1660. En 1776, il est signalé comme en ruine.
Entre 1808 et 1817, Hugh Percy, 2e duc de Northumberland, effectue d'importantes réparations sur le tissu ancien et remplace les anciennes habitations à l'intérieur des murs par un manoir géorgien attenant au donjon.
En 1966, le château est cédé à la Couronne et est maintenant sous la garde du patrimoine anglais et est ouvert au public.

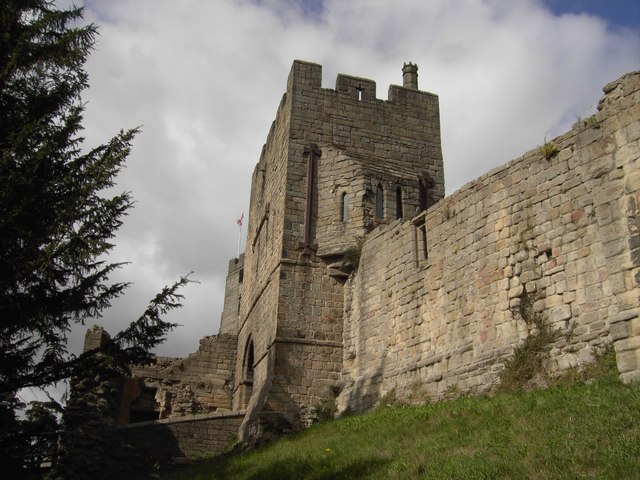
Vue de la porte d'entrée du château.

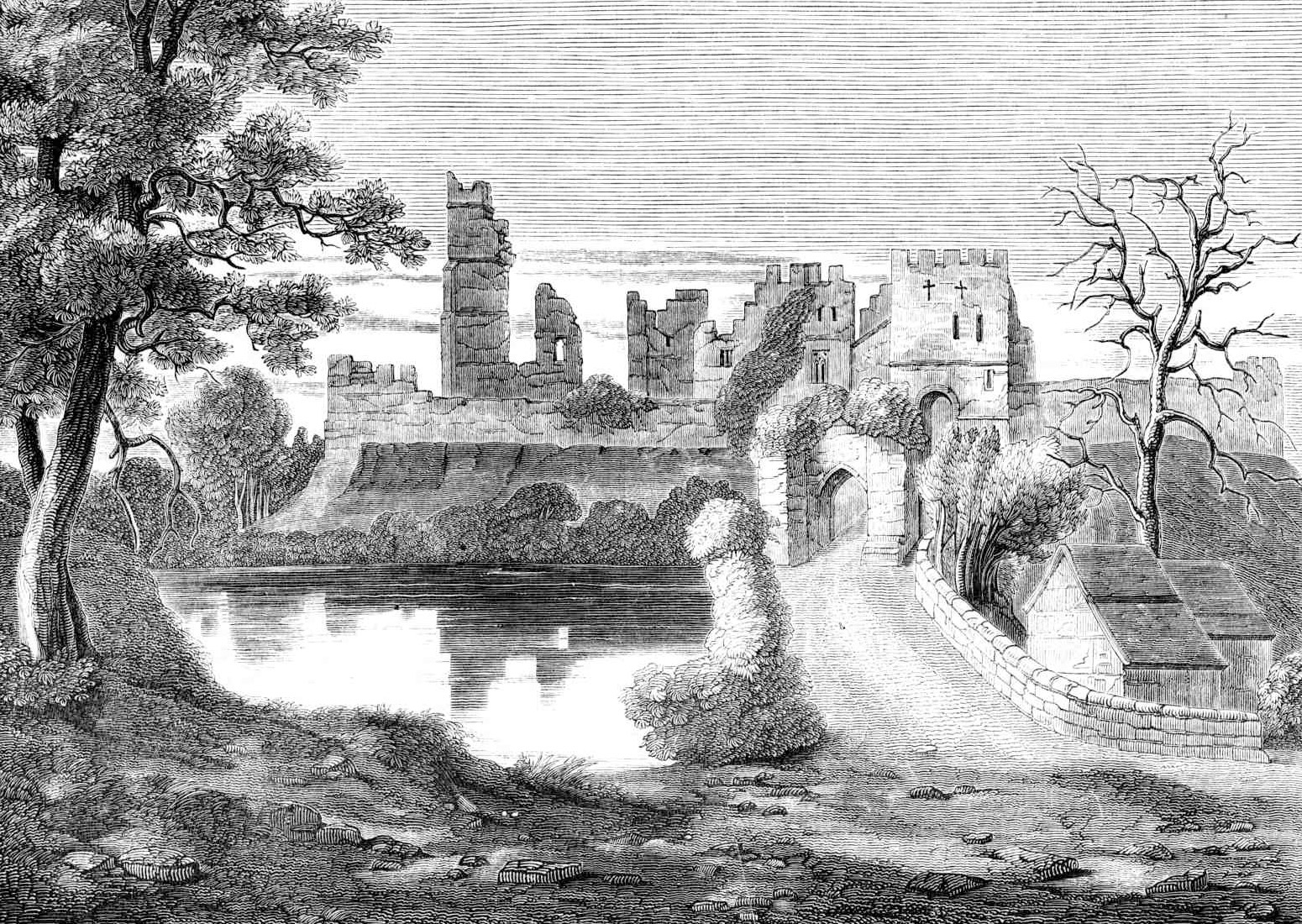
Château de Prudhoe dans Old England: A Pictorial Museum (1845) par Charles Knight.

## Description
Le château se dresse sur une crête d'environ 150 pieds (45,72 m) sur la rive sud de la rivière Tyne. Il est en partie clos par un fossé profond. Le terrain au nord tombe en pente raide vers la rivière. L'entrée du château se trouve du côté sud et est flanquée d'un étang de moulin à gauche et d'un moulin à eau en ruine à droite. On entre dans le château par une barbacane datant de la première moitié du XIVe siècle. La porterie, datant du début du XIIe siècle, mène au quartier extérieur et contient les restes de plusieurs bâtiments. Au nord, contre la courtine, se trouvent les restes de la Grande Salle (18 m sur 14 m), construit par les Percy lorsqu'ils reprennent le château. À la fin du XVe siècle, une nouvelle salle est construite à l'ouest pour remplacer celle existante.
Sur le côté ouest du quartier extérieur se trouve le manoir, construit au début du XIXe siècle et contenant une boutique pour les visiteurs et des salles d'exposition. À l'extrémité sud du manoir se trouve une passerelle menant à la salle intérieure. La principale caractéristique de la salle intérieure est le donjon, datant du XIIe siècle. Le donjon a des murs 10 pieds (3,048 m) d'épaisseur et ses dimensions internes sont de 20 pi par 24 pi (7,3 m sur 6,1 m). Il se composait à l'origine de deux étages sous un toit à deux versants.